# Canton de Sézanne-Brie et Champagne
Le canton de Sézanne-Brie et Champagne est une circonscription électorale française du département de la Marne.

## Histoire
Un nouveau découpage territorial de la Marne entre en vigueur à l'occasion des élections départementales de 2015. Il est défini par le décret du 21 février 2014, en application des lois du 17 mai 2013 (loi organique 2013-402 et loi 2013-403). Les conseillers départementaux sont, à compter de ces élections, élus au scrutin majoritaire binominal mixte. Les électeurs de chaque canton élisent au Conseil départemental, nouvelle appellation du Conseil général, deux membres de sexe différent, qui se présentent en binôme de candidats. Les conseillers départementaux sont élus pour 6 ans au scrutin binominal majoritaire à deux tours, l'accès au second tour nécessitant 12,5 % des inscrits au 1er tour. En outre la totalité des conseillers départementaux est renouvelée. Ce nouveau mode de scrutin nécessite un redécoupage des cantons dont le nombre est divisé par deux avec arrondi à l'unité impaire supérieure si ce nombre n'est pas entier impair, assorti de conditions de seuils minimaux. Dans la Marne, le nombre de cantons passe ainsi de 44 à 23.
Le canton de Sézanne-Brie et Champagne est formé de communes des anciens cantons de Sézanne (22 communes), de Montmirail (19 communes) et d'Esternay (20 communes). Il est entièrement inclus dans l'arrondissement d'Épernay. Le bureau centralisateur est situé à Sézanne.

## Représentation
| Période élective | Période élective | Mandat       | Mandat                   | Identité         | Nuance | Nuance | Qualité |
| ---------------- | ---------------- | ------------ | ------------------------ | ---------------- | ------ | ------ | --- |
| 2015             | 2021             | 2015         | 2021                     | Danielle Bérat   |        | LR     | Formatrice, maire de Vauchamps |
| 2015             | 2021             | 2015         | octobre 2020 (démission) | René-Paul Savary |        | LR     | Médecin généraliste, Sénateur, Ancien Président du conseil général puis du conseil départemental Ancien conseiller général du Canton de Sézanne (1985-2015) |
| 2015             | 2021             | octobre 2020 | en cours                 | Cyril Laurent    |        | LR     | Docteur en droit public financier, enseignant-chercheur Maire des Essarts-le-Vicomte                                                                        |
| 2021             | 2028             | 2021         | en cours                 | Danielle Bérat   |        | LR     | Conseillère sortante 12ème vice-présidente chargée de l'Enfance et de la Famille                                                                            |
| 2021             | 2028             | 2021         | en cours                 | Cyril Laurent    |        | LR     | Conseiller sortant |

### Résultats détaillés

#### Élections de mars 2015
À l'issue du 1er tour des élections départementales de 2015, deux binômes sont en ballottage : Danielle Berat et René-Paul Savary (UMP, 50,14 %) et Johnny Brasseur et Sandrine Vignot (FN, 36,88 %). Le taux de participation est de 51,31 % (8 564 votants sur 16 691 inscrits) contre 48,93 % au niveau départemental et 50,17 % au niveau national. 
Au second tour, Danielle Berat et René-Paul Savary (UMP) sont élus avec 62,62 % des suffrages exprimés et un taux de participation de 51,20 % (4 978 voix pour 8 545 votants et 16 688 inscrits).

#### Élections de juin 2021
Le premier tour des élections départementales de 2021 est marqué par un très faible taux de participation (33,26 % au niveau national). Dans le canton de Sézanne-Brie et Champagne, ce taux de participation est de 34,63 % (5 538 votants sur 15 993 inscrits) contre 28,76 % au niveau départemental. À l'issue de ce premier tour, deux binômes sont en ballottage : Danielle Berat et Cyril Laurent (Union au centre et à droite, 49,72 %) et Nicolas Delannoy et Céline Stephan (RN, 26,23 %).
Le second tour des élections est marqué une nouvelle fois par une abstention massive équivalente au premier tour. Les taux de participation sont de 34,36 % au niveau national, 29,32 % dans le département et 34,15 % dans le canton de Sézanne-Brie et Champagne. Danielle Berat et Cyril Laurent (Union au centre et à droite) sont élus avec 67,97 % des suffrages exprimés (3 453 voix pour 5 461 votants et 15 993 inscrits),,.

## Composition
Le canton de Sézanne-Brie et Champagne comprend soixante-et-une communes entières.
| Nom                                   | Code Insee | Intercommunalité                | Superficie (km2) | Population (dernière pop. légale) | Densité (hab./km2) | Modifier                                    |
| ------------------------------------- | ---------- | ------------------------------- | ---------------- | --------------------------------- | ------------------ | ------------------------------------------- |
| Sézanne (bureau centralisateur)       | 51535      | CC de Sézanne Sud-Ouest Marnais | 22,82            | 4 679 (2022)                      | 205                | modifier les données · modifier les données |
| Allemant                              | 51005      | CC de Sézanne Sud-Ouest Marnais | 15,77            | 184 (2022)                        | 12                 | modifier les données · modifier les données |
| Barbonne-Fayel                        | 51036      | CC de Sézanne Sud-Ouest Marnais | 24,35            | 481 (2022)                        | 20                 | modifier les données · modifier les données |
| Bergères-sous-Montmirail              | 51050      | CC de la Brie champenoise       | 10,52            | 145 (2022)                        | 14                 | modifier les données · modifier les données |
| Bethon                                | 51056      | CC de Sézanne Sud-Ouest Marnais | 15,23            | 228 (2022)                        | 15                 | modifier les données · modifier les données |
| Boissy-le-Repos                       | 51070      | CC de la Brie champenoise       | 15,30            | 233 (2022)                        | 15                 | modifier les données · modifier les données |
| Bouchy-Saint-Genest                   | 51071      | CC de Sézanne Sud-Ouest Marnais | 19,69            | 210 (2022)                        | 11                 | modifier les données · modifier les données |
| Broussy-le-Petit                      | 51091      | CC de Sézanne Sud-Ouest Marnais | 11,62            | 137 (2022)                        | 12                 | modifier les données · modifier les données |
| Broyes                                | 51092      | CC de Sézanne Sud-Ouest Marnais | 15,24            | 341 (2022)                        | 22                 | modifier les données · modifier les données |
| Champguyon                            | 51116      | CC de Sézanne Sud-Ouest Marnais | 16,63            | 296 (2022)                        | 18                 | modifier les données · modifier les données |
| Chantemerle                           | 51124      | CC de Sézanne Sud-Ouest Marnais | 8,51             | 49 (2022)                         | 5,8                | modifier les données · modifier les données |
| Charleville                           | 51129      | CC de la Brie champenoise       | 17,67            | 260 (2022)                        | 15                 | modifier les données · modifier les données |
| Châtillon-sur-Morin                   | 51137      | CC de Sézanne Sud-Ouest Marnais | 18,05            | 208 (2022)                        | 12                 | modifier les données · modifier les données |
| Chichey                               | 51151      | CC de Sézanne Sud-Ouest Marnais | 7,40             | 170 (2022)                        | 23                 | modifier les données · modifier les données |
| Corfélix                              | 51170      | CC de la Brie champenoise       | 8,27             | 109 (2022)                        | 13                 | modifier les données · modifier les données |
| Corrobert                             | 51175      | CC de la Brie champenoise       | 14,26            | 208 (2022)                        | 15                 | modifier les données · modifier les données |
| Courgivaux                            | 51185      | CC de Sézanne Sud-Ouest Marnais | 10,72            | 277 (2022)                        | 26                 | modifier les données · modifier les données |
| Escardes                              | 51233      | CC de Sézanne Sud-Ouest Marnais | 14,49            | 64 (2022)                         | 4,4                | modifier les données · modifier les données |
| Les Essarts-le-Vicomte                | 51236      | CC de Sézanne Sud-Ouest Marnais | 11,29            | 135 (2022)                        | 12                 | modifier les données · modifier les données |
| Les Essarts-lès-Sézanne               | 51235      | CC de Sézanne Sud-Ouest Marnais | 16,79            | 242 (2022)                        | 14                 | modifier les données · modifier les données |
| Esternay                              | 51237      | CC de Sézanne Sud-Ouest Marnais | 31,98            | 1 776 (2022)                      | 56                 | modifier les données · modifier les données |
| Fontaine-Denis-Nuisy                  | 51254      | CC de Sézanne Sud-Ouest Marnais | 13,17            | 235 (2022)                        | 18                 | modifier les données · modifier les données |
| La Forestière                         | 51258      | CC de Sézanne Sud-Ouest Marnais | 22,67            | 206 (2022)                        | 9,1                | modifier les données · modifier les données |
| Fromentières                          | 51263      | CC de la Brie champenoise       | 8,88             | 379 (2022)                        | 43                 | modifier les données · modifier les données |
| Le Gault-Soigny                       | 51264      | CC de la Brie champenoise       | 26,09            | 503 (2022)                        | 19                 | modifier les données · modifier les données |
| Gaye                                  | 51265      | CC de Sézanne Sud-Ouest Marnais | 21,13            | 581 (2022)                        | 27                 | modifier les données · modifier les données |
| Janvilliers                           | 51304      | CC de la Brie champenoise       | 8,74             | 159 (2022)                        | 18                 | modifier les données · modifier les données |
| Joiselle                              | 51306      | CC de Sézanne Sud-Ouest Marnais | 9,76             | 107 (2022)                        | 11                 | modifier les données · modifier les données |
| Lachy                                 | 51313      | CC de Sézanne Sud-Ouest Marnais | 16,89            | 347 (2022)                        | 21                 | modifier les données · modifier les données |
| Linthelles                            | 51323      | CC de Sézanne Sud-Ouest Marnais | 11,02            | 105 (2022)                        | 9,5                | modifier les données · modifier les données |
| Linthes                               | 51324      | CC de Sézanne Sud-Ouest Marnais | 9,03             | 111 (2022)                        | 12                 | modifier les données · modifier les données |
| Mécringes                             | 51359      | CC de la Brie champenoise       | 10,68            | 208 (2022)                        | 19                 | modifier les données · modifier les données |
| Le Meix-Saint-Epoing                  | 51360      | CC de Sézanne Sud-Ouest Marnais | 11,29            | 295 (2022)                        | 26                 | modifier les données · modifier les données |
| Mœurs-Verdey                          | 51369      | CC de Sézanne Sud-Ouest Marnais | 13,18            | 318 (2022)                        | 24                 | modifier les données · modifier les données |
| Mondement-Montgivroux                 | 51374      | CC de Sézanne Sud-Ouest Marnais | 7,37             | 28 (2022)                         | 3,8                | modifier les données · modifier les données |
| Montgenost                            | 51376      | CC de Sézanne Sud-Ouest Marnais | 8,40             | 159 (2022)                        | 19                 | modifier les données · modifier les données |
| Montmirail                            | 51380      | CC de la Brie champenoise       | 48,82            | 3 551 (2022)                      | 73                 | modifier les données · modifier les données |
| Morsains                              | 51386      | CC de la Brie champenoise       | 14,33            | 149 (2022)                        | 10                 | modifier les données · modifier les données |
| Nesle-la-Reposte                      | 51395      | CC de Sézanne Sud-Ouest Marnais | 10,64            | 91 (2022)                         | 8,6                | modifier les données · modifier les données |
| Neuvy                                 | 51402      | CC de Sézanne Sud-Ouest Marnais | 17,11            | 272 (2022)                        | 16                 | modifier les données · modifier les données |
| La Noue                               | 51407      | CC de Sézanne Sud-Ouest Marnais | 13,34            | 377 (2022)                        | 28                 | modifier les données · modifier les données |
| Oyes                                  | 51421      | CC de Sézanne Sud-Ouest Marnais | 7,69             | 106 (2022)                        | 14                 | modifier les données · modifier les données |
| Péas                                  | 51426      | CC de Sézanne Sud-Ouest Marnais | 7,69             | 65 (2022)                         | 8,5                | modifier les données · modifier les données |
| Queudes                               | 51451      | CC de Sézanne Sud-Ouest Marnais | 10,06            | 82 (2022)                         | 8,2                | modifier les données · modifier les données |
| Reuves                                | 51458      | CC de Sézanne Sud-Ouest Marnais | 6,40             | 60 (2022)                         | 9,4                | modifier les données · modifier les données |
| Réveillon                             | 51459      | CC de Sézanne Sud-Ouest Marnais | 6,72             | 105 (2022)                        | 16                 | modifier les données · modifier les données |
| Rieux                                 | 51460      | CC de la Brie champenoise       | 11,56            | 194 (2022)                        | 17                 | modifier les données · modifier les données |
| Saint-Bon                             | 51473      | CC de Sézanne Sud-Ouest Marnais | 8,00             | 94 (2022)                         | 12                 | modifier les données · modifier les données |
| Saint-Loup                            | 51495      | CC de Sézanne Sud-Ouest Marnais | 6,88             | 75 (2022)                         | 11                 | modifier les données · modifier les données |
| Saint-Remy-sous-Broyes                | 51514      | CC de Sézanne Sud-Ouest Marnais | 7,75             | 111 (2022)                        | 14                 | modifier les données · modifier les données |
| Saudoy                                | 51526      | CC de Sézanne Sud-Ouest Marnais | 12,66            | 392 (2022)                        | 31                 | modifier les données · modifier les données |
| Soizy-aux-Bois                        | 51542      | CC de la Brie champenoise       | 7,28             | 191 (2022)                        | 26                 | modifier les données · modifier les données |
| Le Thoult-Trosnay                     | 51570      | CC de la Brie champenoise       | 14,89            | 105 (2022)                        | 7,1                | modifier les données · modifier les données |
| Tréfols                               | 51579      | CC de la Brie champenoise       | 14,39            | 174 (2022)                        | 12                 | modifier les données · modifier les données |
| Vauchamps                             | 51596      | CC de la Brie champenoise       | 12,88            | 341 (2022)                        | 26                 | modifier les données · modifier les données |
| Verdon                                | 51607      | CC de la Brie champenoise       | 11,39            | 198 (2022)                        | 17                 | modifier les données · modifier les données |
| Le Vézier                             | 51618      | CC de la Brie champenoise       | 12,39            | 184 (2022)                        | 15                 | modifier les données · modifier les données |
| Villeneuve-la-Lionne                  | 51625      | CC de Sézanne Sud-Ouest Marnais | 15,27            | 273 (2022)                        | 18                 | modifier les données · modifier les données |
| La Villeneuve-lès-Charleville         | 51626      | CC de la Brie champenoise       | 11,17            | 119 (2022)                        | 11                 | modifier les données · modifier les données |
| Villeneuve-Saint-Vistre-et-Villevotte | 51628      | CC de Sézanne Sud-Ouest Marnais | 9,51             | 121 (2022)                        | 13                 | modifier les données · modifier les données |
| Vindey                                | 51645      | CC de Sézanne Sud-Ouest Marnais | 7,94             | 106 (2022)                        | 13                 | modifier les données · modifier les données |
| Canton de Sézanne-Brie et Champagne   | 5121       |                                 | 831,66           | 21 709 (2022)                     | 26                 | modifier les données                        |

## Démographie
En 2022, le canton comptait 21 709 habitants, en évolution de −2,41 % par rapport à 2016 (Marne : −1,19 %, France hors Mayotte : +2,11 %).
| 2013   | 2018   | 2022   |
| ------ | ------ | ------ |
| 22 428 | 22 033 | 21 709 |